# Hồ Hévíz
Hồ Hévíz là một hồ nước nóng tự nhiên nằm ở Hévíz, Hungary, ở cuối phía tây của Hồ Balaton, cách khoảng 8 kilômét (5 mi) tính từ Keszthely.
Đây là hồ nước nóng lớn nhất trên thế giới có thể ngâm mình và bơi lội (Diện tích mặt hồ lên đến 47.500 mét vuông (511.286 foot vuông). Dòng nước chảy rất mạnh và cứ sau 72 giờ thì nước trong hồ được tái tạo hoàn toàn. Độ sâu tối thiểu của nó là 2 mét, độ sâu tối đa là 38 mét, chính xác tại điểm mà dòng nước nóng chảy lên trên bề mặt.
Nguồn gốc của Hồ Hévíz bắt nguồn từ thời cổ đại khi Hồ Balaton và những ngọn núi bazan xung quanh hồ được hình thành. Vào cuối kỷ nguyên Pannon, núi lửa đã phá vỡ bố cục của vùng Trans-Danube. Nhiệt độ nước có thể đạt 23-25 °C vào mùa đông và 33-36 °C vào mùa hè. Nước ấm di chuyển lên trên trong khi nước lạnh đi xuống dưới. Dòng chảy hai chiều này giữ cho nước của hồ luôn chuyển động, do đó để lại hiệu ứng mát xa đặc biệt trên da người.

## Các sinh vật trong hồ
Hồ Hévíz có hệ sinh thái động vật và thực vật rất phong phú do nhiệt độ và nguồn nước giàu các loại khoáng chất như axit cacbonic, calci, magnesi, hydro cacbonat, các hợp chất sulfuric và oxy. Một số thực vật và động vật cho đến nay chỉ có thể được tìm thấy trong hồ này.
Vi khuẩn dạng sống là loài chiếm ưu thế rất lớn trong hồ, đây có thể đây là một trong những nguyên nhân ảnh hưởng đến tác dụng chữa bệnh của hồ. Một số đơn vị phân loại có thể được tìm thấy tại đây. Trong hồ, hầu hết các vi khuẩn lam xuất hiện phổ biến là tảo xanh lam dạng sợi (Oscillatoria Princeps, O. tenuis, O. jasoruensis, O. chlorina, Spirulina major). Một nửa trong số những loài màu xanh lam cũng là những loài ưa nhiệt. Tiêu biểu có hai loài tảo xanh ưa nhiệt là Pseudanabaena papillaterminata và Pseudanabaena crassa, trong đó Hồ Hévíz là môi trường sống duy nhất của chúng ở Hungary.
Xạ khuẩn (Streptomyces sp., Micromonospora sp.) cũng là một loài vi khuẩn tồn tại trong hồ. Ví dụ, Micromonospora heviziensis - một chất phân hủy protein và cellulose rất mạnh, chỉ có thể được tìm thấy duy nhất ở đây trên toàn thế giới. Mặt khác, microbispora amethystogenes có khả năng tích tụ iod trong tế bào của nó, chỉ được tìm thấy ở một số hồ trên thế giới. Thật không may, loài này đã không được tìm thấy trong hồ Hévíz kể từ những năm 1980 do kết quả của việc khai thác quá mức. Môi trường thay đổi liên tục cũng đã ảnh hưởng đến các loài vi khuẩn khác. Micromonospora carbonacea và M. chalcea cũng đã không còn được phát hiện trong hồ từ những năm 1990. Loài xạ khuẩn phổ biến trong hồ nhất bây giờ là Micromonospora purpureochromogenes, trong khi M. heviziensis càng ít dần. Ngoài ra trong hồ cũng đã tìm thấy loại kháng sinh tiết ra Streptomyces.

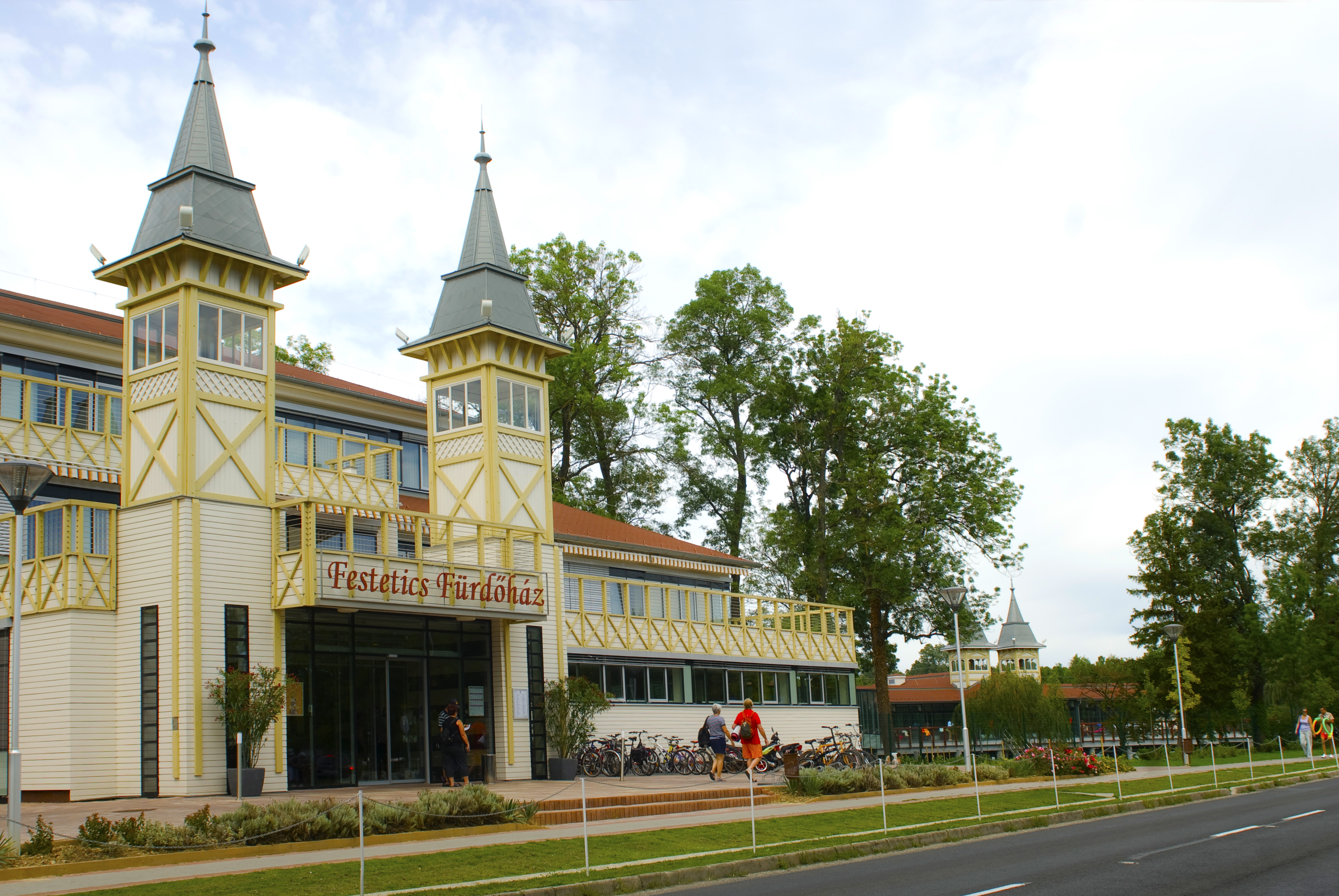

Tảo lục – tiêu biểu là Chlorella sp. – xuất hiện trên khắp hồ ngoại trừ vùng lõm và những môi trường xung quanh nó. Navicula cryptocephala và Navicula capitatoradiata là các loại tảo cát phổ biến nhất ở đây. Các thực vật phù du trong hồ Hévíz và sinh khối của nó có độ đa dạng sinh học khá thấp, do đó mức độ dinh dưỡng của hồ thì thường dao động từ đa dưỡng đến trung dưỡng.
Ở đây cũng có hai loài Nematoda mới: Crocodolrylaimus Thermalis và Neoactinolaimus tepidus.Các loài Rotatorias (Epiphanes Brachionus var. Spinosus, Lecane trơ) xuất hiện rất hiếm hoi chỉ có ở vùng nước ấm. Jenő Ponyi đã mô tả chi tiết các loài giáp xác nguyên thủy của hồ. Bên cạnh đó, Hydracarina acarus cũng được cho là đã tìm thấy môi trường sống của nó ngoài hàng rào xung quanh hồ.

## Đặc tính dược liệu
Nước trong hồ Hévíz được báo cáo là có lợi cho những bệnh nhân bị bệnh thấp khớp, rối loạn vận động và một số bệnh khác. Vì thế trong khu vực này rất phát triển ngành du lịch sức khỏe